# Abdijstaat Santissimo Salvatore

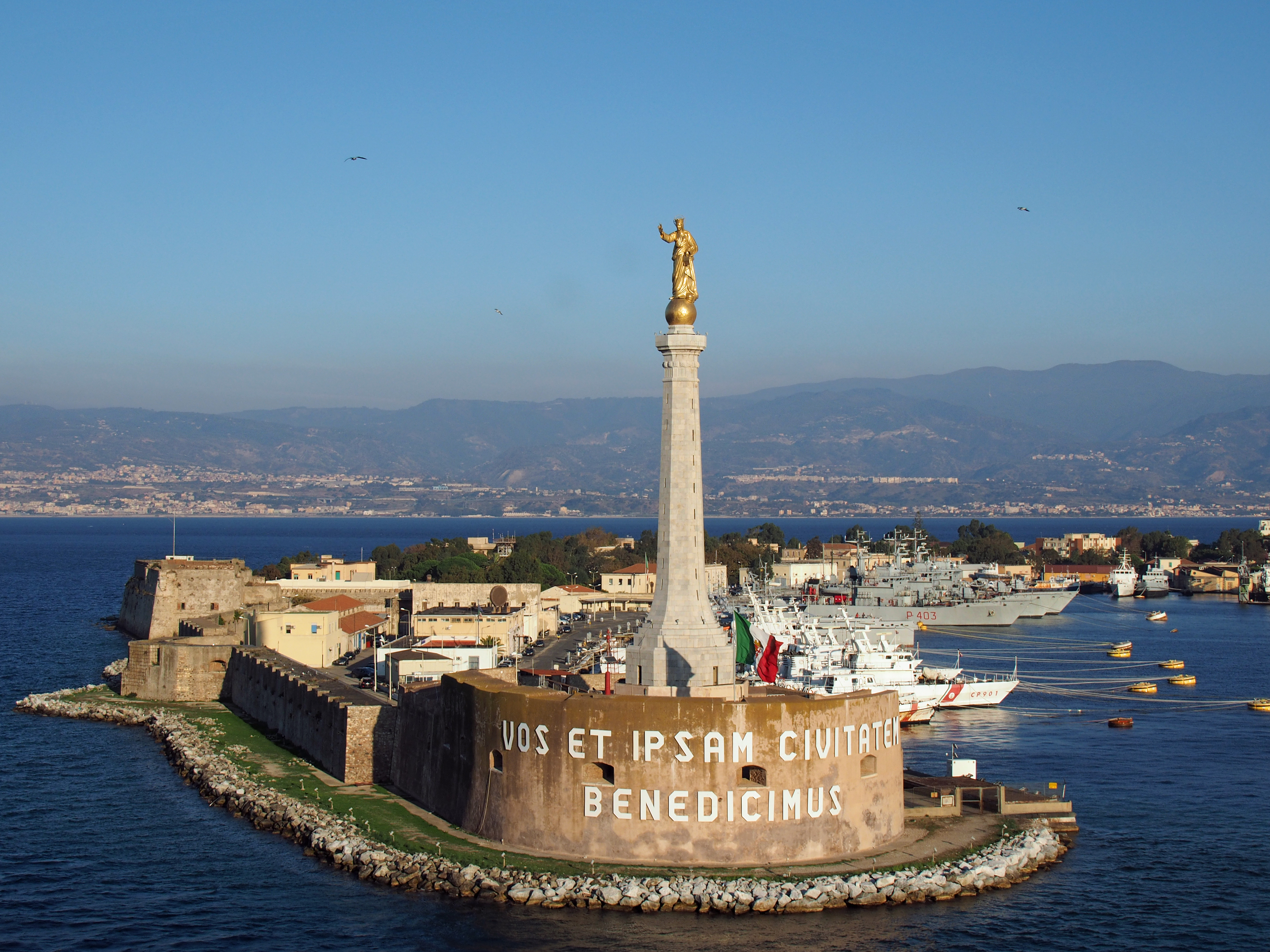
Messina met voormalig Spaans fort. Hier stond de eerste aartsabdij Santissimo Salvatore (1094-1549)

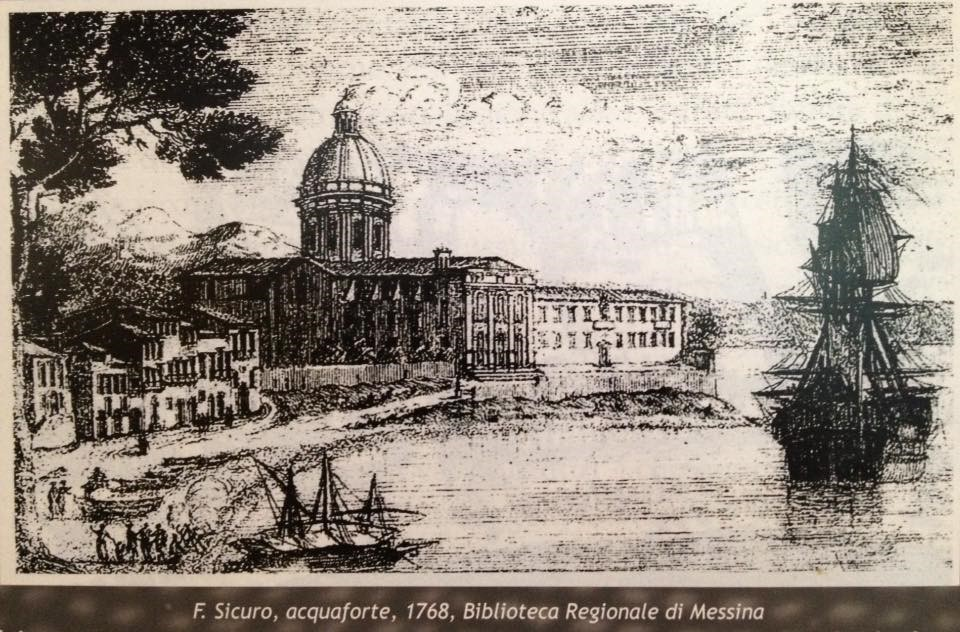
Tweede aartsabdij in Messina (1563-1908)

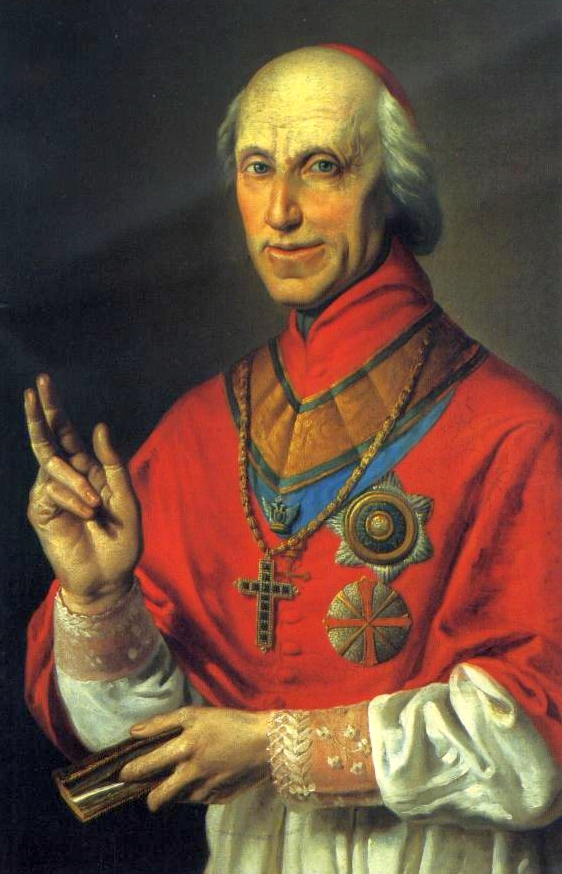
Emanuele De Gregorio, de laatste archimandriet van Santissimo Salvatore (19e eeuw)

De abdijstaat of archimandritaat Santissimo Salvatore (Italiaans: Archimandritato del Santissimo Salvatore) was een zelfstandig gebied (1094-1866) in Sicilië en Calabrië in Italië. Het was een unie van abdijen. Aan het hoofd stond een archimandriet; hij was de rooms-katholieke aartsabt over de abdijen van zijn grondgebied. De archimandriet bestuurde de territoriale abdij in Messina, Sicilië, vanuit de abdij Santissimo Salvatore, de aartsabdij. Op haar hoogtepunt bestond de abdijstaat uit zestig abdijen. 
De ritus was de eerste eeuwen Byzantijns met Oudgrieks als liturgische taal.
Sinds 1866 is de abdijstaat opgeslorpt door het aartsbisdom Messina-Lipari-Santa Lucia del Mela.

## Historiek

### 1094 – 1549
Rogier van Hauteville installeerde zich als eerste Normandische graaf van Sicilië, onder de naam Rogier I van Sicilië (1061). In 1094 stichtte hij de abdij Santissimo Salvatore in Messina. Hij schonk de abdij voorrechten. De abdij lag op de landtong San Ranieri voor de haven van Messina. In het Latijn is er sprake van in lingua phari of op de landtong van de vuurtoren. De abdij bezat autonoom een grondgebied. Zijn zoon, Rogier II van Sicilië, voegde aan dit territorium tientallen Byzantijnse kloosters in Sicilië en Calabrië toe. Alle abdijen volgden de Byzantijnse ritus. Rogier II stelde aan het hoofd een archimandriet. De eerste archimandriet was Bartholemeus van Simeri, een monnik uit Byzantium. Er ontstond al vroeg een machtsstrijd tussen de archimandriet van Santissimo Salvatore en de aartsbisschop van Messina. Verschillende pausen mengden zich in de machtsstrijd, die eindigde in de pauselijke erkenning van de autonome abdijstaat. Dit gebeurde onder meer met paus Clemens V in het jaar 1310.
In de late middeleeuwen regeerde het huis Anjou over het koninkrijk Sicilië en Napels. Voor de abdijstaat begon een periode van neergang. Kardinaal Basilios Bessarion, een Byzantijn, werd archimandriet (15e eeuw); hij ondernam een grootscheepse poging de liturgische traditie van Byzantium te doen herleven zowel in de abdij Santissimo Salvatore als in de afhankelijke abdijen. Bessarion was de laatste die ijverde voor de Byzantijnse ritus.
In 1546 liet keizer Karel V van Habsburg de abdij Santissimo Salvatore verwoesten. Hij had de landtong San Raniero nodig voor de bouw van een Spaans fort. Het fort droeg de naam Forte del Santissimo Salvatore. Het maakte deel uit van de versterkingswerken van Messina.

### 1563 – 1866
Een nieuwe abdij Santissimo Salvatore verrees in Messina, bijgenaamd dei Greci of van de Grieken (1563). Dit was de tweede abdij in de geschiedenis. Het bevond zich aan de haven van Messina, aan wat later de Via della Libertà heette. Op bevel van paus Gregorius XIII werd de abdij bevolkt door de kloosterorde der Basilianen; zij leefden volgens de regels van Basilius de Grote. Voor Gregorius XIII was het manier om aan te knopen met de Griekse en Byzantijnse traditie van de Santissimo Salvatore.
Paus Urbanus VIII bevestigde in 1635 dat de abdij een eigen territorium bezat; het werd een persoonlijke prelatuur van de paus.
In 1839 stierf de laatste archimandriet van Santissimo Salvatore. Dit was Emanuele De Gregorio die kardinaal-bisschop van Santa Rufina e Civitavecchia was.
In 1866 werd de abdijstaat afgeschaft door de eenmaking van Italië; het was verschrompeld tot een territoriaal lappendeken van abdijen in Sicilië. Het grootgrondbezit van de aartsabdij en nevenabdijen werd geconfisqueerd en verkocht. Alle parochies gingen over naar het aartsbisdom Messina. Dit werd enigszins kerkrechtelijk hersteld in 1883 toen paus Leo XIII Santissimo Salvatore herstelde als bisdom. Messina en Santissimo Salvatore werden opnieuw twee afzonderlijke entiteiten doch samen bestuurd door de aartsbisschop van Messina. Zo werd kardinaal Giuseppe Guarino de eerste aartsbisschop-archimandriet van Messina.

### 1866 en nadien
De aardbeving van 1908 verwoestte volledig de gebouwen van de abdij Santissimo Salvatore. Op de plaats van de voormalige aartsabdij verrees het Regionaal museum van Messina (Museo regionale di Messina). 
Paus Johannes-Paulus II hechtte het bisdom Santissimo Salvatore volledig aan het aartsbisdom Messina (1986). Het is de aartsbisschop van Messina-Lipari-Santa Lucia del Mela die de titel van archimandriet van Santissimo Salvatore mag dragen. Het is niet meer dan een eretitel. Een derde kerk Santissimo Salvatore (zonder abdij) werd gebouwd in Messina; zij kreeg de rol van co-kathedraal van het aartsbisdom Messina (1933).